# Урочище Церковщина
Урочище Церковщина — ландшафтний заказник місцевого значення. Об'єкт розташований на території Голосіївського району Києва.
Площа — 130 га, статус отриманий у 2020 році.
Урочище Церковщина, яке розташовувалося з західного боку старого Обухівського шляху, згадує в своєму описі М. Закревський в 1868 р.:
«Пагорб до самого вершечку вкрито лісом та густим чагарником…Глибоку тишу порушує тільки шум ручая (Віти), що протікає біля підніжжя пагорба» (Вакулишин, 2014).
Тут на схилах збереглися рештки неморальних лісів за участі граба та дуба, а також ділянки лучно-степової рослинності, які на інших київських горах майже скрізь деградували. В складі травостою тут трапляються такі види як гвоздика перетинчаста (Dianthus membranaceus), заяча капуста звичайна (Sedum maximum), в’язіль різнобарвний (Securigera varia). Поблизу на заплавній терасі Віти знаходиться група з семи вікових дубів. Тутешні схили формують ландшафтний краєвид правого берега Дніпра та мають бути збережені від забудови. Тут виявлено кілька біотопів, які охороняються Додатком 1 до Резолюції №4 Бернської конвенції, зокрема комплекс біотопів Х18 — степи, які заростають лісом, а також біотоп Е1.2 багаторічні трав’яні кальцефітні угруповання та степи